# Бровченко Іван Никонович
Іва́н Ни́конович Бро́вченко (25 жовтня 1925, Саморідня — 17 травня 1996) — радянський офіцер, Герой Радянського Союзу (1944).

## Біографія
Народився 25 жовтня 1925 року в селі Саморідні (нині Корсунь-Шевченківського району Черкаської області) в сім'ї селянина. Українець.
У Червоній Армії з лютого 1944 року. Служив стрільцем 936-го стрілецького полку (254-та стрілецька дивізія, 52-а армія, 2-й Український фронт). 5 березня 1944 року червоноармієць Бровченко при прориві ворожої оборони в районі села Кобиляки (нині Звенигородського району Черкаської області) замінив вибулого з ладу командира взводу. Взвод першим увірвався в село і знищив три кулемета з обслугою, близько 20 гітлерівців і забезпечив подальше просування підрозділів полку.
У ніч на 28 березня Бровченко з групою розвідників-добровольців під прикриттям темряви на підручних засобах першим форсував річку Прут в районі населеного пункту Сорка (за 20 кілометрів на північ від міста Ясс, Румунія). Раптовою атакою група увірвалася в окопи ворога і вогнем вибила його з першої лінії траншей. Бровченко зв'язкою гранат знищив обслугу ворожого дзоту. Розвідники захопили плацдарм і в запеклих боях за його утримання знищили десятки солдатів і офіцерів противника.
Указом Президії Верховної Ради СРСР від 13 вересня 1944 року за мужність, відвагу і героїзм, проявлені в боротьбі з німецько-фашистськими загарбниками, червоноармійцеві Бровченку Івану Никоновичу присвоєно звання Героя Радянського Союзу з врученням ордена Леніна і медалі «Золота Зірка» (№ 4681).
У 1945 році закінчив курси молодших лейтенантів. Член ВКП (б) з 1945 року. З 1946 року — в запасі. У 1950 році закінчив Харківський юридичний інститут. Капітан запасу.
Жив в Одесі, працював адвокатом. Очолював консультаційні центри при інституті «Укржитлоремпроект». Помер 17 травня 1996 року. Похований на Таїровському кладовищі в Одесі.

## Нагороди
- Орден Леніна (13 вересня 1944), Орден Вітчизняної війни 1-го ступеня (11 березня 1985), орден Слави 3-го ступеня,

- Медалі «Золота Зірка» та ін.